# Język suazi
Język suazi albo siSwati – jeden z języków afrykańskich z rodziny bantu, używany głównie (język urzędowy) w Eswatini. W niewielkim stopniu jest też używany w Południowej Afryce (urzędowy) i Mozambiku. Ma około 2 milionów użytkowników.